# Zmysł

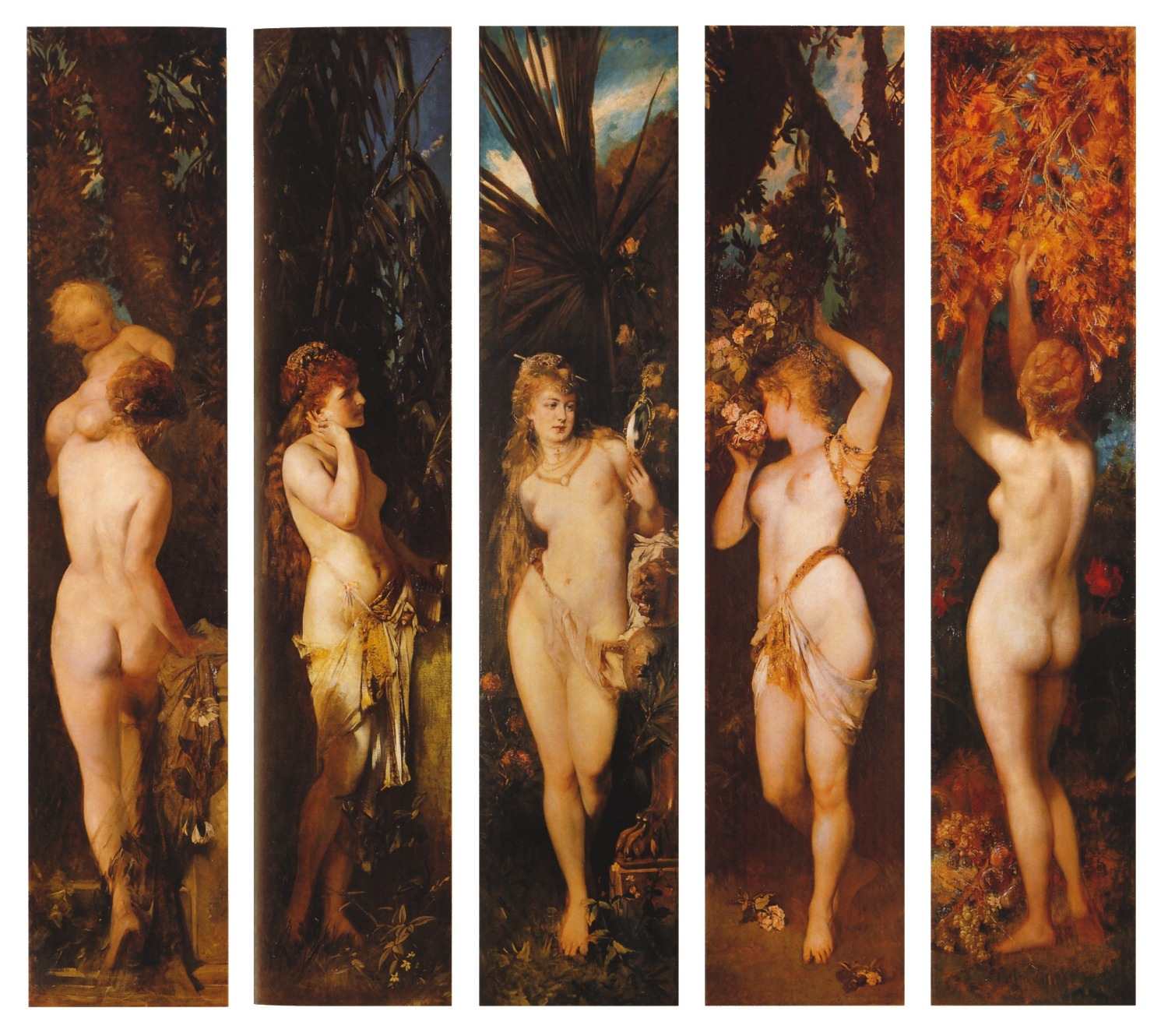
Hans Makart, Pięć zmysłów (1884), Österreichische Galerie Belvedere

Zmysł – zdolność do odbierania bodźców przez istoty żywe, uzyskiwana dzięki reakcji odpowiednich narządów zmysłów na konkretny rodzaj bodźców, płynących doń z otoczenia. Wszystkie narządy zmysłu są częścią układu nerwowego danego organizmu i działają z wykorzystaniem odpowiednich receptorów, wysyłających informację o ich pobudzeniu do odpowiednich analizatorów wrażeń zmysłowych, umiejscowionych w korze mózgu (np. kora wzrokowa, kora ruchowa).
Dzięki neuroplastyczności struktura i funkcje narządów mogą ulegać zmianom, co umożliwia substytucję sensoryczną, wykorzystywaną m.in. przez niewidomych (twórca pojęcia: Paul Bach-y-Rita).

## Zmysły u człowieka
Dawniej u człowieka i większości innych zwierząt wyróżniano 5 podstawowych zmysłów; model ten wypracował Arystoteles. Niedawne badania dowodzą jednak, że tych zmysłów istnieje znacznie więcej, co najmniej dziewięć. „Brakujące” cztery (albo więcej) składają się z receptorów dawniej zaliczanych do zmysłu dotyku, jednakże ostatecznie będących zbyt złożonymi, aby nie być wyodrębnionymi. Można się spotkać nawet z teorią, wedle której istnieje 21 zmysłów.

### Zmysły „tradycyjne”
1. wzrok – związany z okiem, umożliwia rozpoznawanie fal elektromagnetycznych w widzialnym zakresie (światła). Ponieważ jedne receptory odpowiedzialne są za rozpoznawanie koloru (częstotliwość fali), a inne za rozpoznawanie jasności (zob. np. natężenie oświetlenia), można wzrok uważać za zmysł składający się z dwóch osobnych zmysłów (zob. widzenie fotopowe, widzenie skotopowe, widzenie mezopowe).
2. słuch – odbieranie dźwięków za pomocą ucha, w którym drgania powietrza (fale akustyczne) są zamieniane na wrażenia słuchowe. Jest rozpoznawane natężenie fali (głośność) i częstotliwość fali (wysokość dźwięku).
3. smak – związany z językiem i jamą ustną. Rejestruje cząsteczki chemiczne. Istnieją co najmniej cztery rodzaje receptorów na języku, dlatego czasem są uważane za cztery różne zmysły, zwłaszcza że każdy z receptorów przekazuje informacje do innej części mózgu. Cztery znane receptory wykrywają smak słodki, słony, kwaśny i gorzki. Piąty receptor, „umami”, został odkryty w 1908 i jego istnienie zostało potwierdzone w 2000. Receptor umami rozpoznaje kwas glutaminowy występujący w mięsie i będący przyprawą (jako glutaminian sodu). Istnieją także hipotezy, według których człowiek potrafi również rozpoznawać smak „metaliczny” i smak tłuszczu.
4. węch – związany z nosem, rejestruje cząsteczki chemiczne (odoranty). W przeciwieństwie do smaku ⁣zapach rozpoznawany jest przez setki różnych receptorów, z których każdy rozpoznaje inne cząsteczki.
5. dotyk – dostarcza informacji o fakturze, kształcie i rozmiarze przedmiotów. Składa się z tysięcy receptorów znajdujących się na całej skórze. Najwięcej jest ich na opuszkach palców, a najmniej na plecach.

### Zmysły „nowe”, według różnych propozycji[3][4]
6. nocycepcja – odpowiada za odczuwanie bólu skóry, stawów i narządów.
7. zmysł temperatury – odpowiada za odczuwanie temperatury wewnątrz i zewnątrz organizmu.
8. zmysł równowagi – zmysł odpowiedzialny za położenie ciała w przestrzeni. Jego narządem są kanaliki półkoliste w uchu.
9. propriocepcja – zmysł ułożenia części ciała względem siebie oraz napięcia mięśniowego. Dzięki niemu człowiek wie, gdzie znajdują się jego poszczególne części ciała, nawet bez ich widzenia.
10. percepcja czasu – zmysł odpowiadający za odmierzanie czasu przez mózg człowieka.

## Zmysły innych zwierząt
- echolokacja – niektóre zwierzęta dysponują dodatkowo narządami do emisji i odbioru ultradźwięków, co umożliwia im echolokację (nietoperze, delfiny), a nawet dodatkowo naturalną ultrasonografię – „prześwietlanie” ultradźwiękami (delfiny). Istnieją również przypadki nauczenia się techniki echolokacji przez ludzi niewidomych[5].
- rozpoznawanie kierunku i siły prądu wody – płazy i ryby dysponują narządem zwanym linią boczną, umożliwiającym odczuwanie zaburzeń otaczającej je wody, pomocnym przy śledzeniu innych zwierząt oraz przeszkód znajdujących się w pobliżu.
- wytwarzanie i rozpoznawanie pól elektrycznych (elektrorecepcja) – u wielu gatunków ryb oraz u dziobaków stwierdzono istnienie narządów elektrycznych, umożliwiających wytwarzanie i odbiór zmian pola elektrycznego pochodzących od innych zwierząt.
- rozpoznawanie pola magnetycznego (magnetorecepcja) – niektóre zwierzęta dysponują jeszcze innymi narządami zmysłów, np. zmysłem wykrywającym kierunek linii pola magnetycznego, co ułatwia im orientację w przestrzeni. Zdolność tę mają m.in. wędrowne gatunki ptaków, ryb, żółwie morskie, pszczoły i bydło[6].